# مورتهادی
مورتهادی، روستایی از توابع بخش مرکزی شهرستان گیلانغرب در استان کرمانشاه ایران است.

## جمعیت
این روستا در دهستان ویژنان قرار دارد و براساس سرشماری مرکز آمار ایران در سال ۱۳۸۵، جمعیت آن ۵۹ نفر (۱۴خانوار) بوده‌است.